# Spotkanie (film 2010)
Spotkanie – amerykański film fabularny z 2010 w reżyserii Davida A.R. White’a.

## Fabuła
Pięć zupełnie obcych sobie osób zatrzymuje się w przydrożnym barze „Ostatnia Szansa” ze względu na blokadę podmytej przez ulewę drogi. Nieznajomi poznają właściciela jadłodajni, który zdaje się wiedzieć o nich o wiele więcej niż sami wiedzą o sobie. Twierdzi, że jest Jezusem.

## Obsada
- Bruce Marchiano – Jezus
- Kass Connors – Oficer Deville
- Jaci Velasquez – Melissa
- Steve Borden – Nick
- Aliona Adzinets – Pleiadian
- Nadia Alexieva – Semjase
- Michael Anthony – John

i inni